# Amata pseudodelia
Amata pseudodelia är en fjärilsart som beskrevs av Hermann Stauder. Amata pseudodelia ingår i släktet Amata och familjen björnspinnare. Inga underarter finns listade i Catalogue of Life.